# Georgische Arbeiterpartei
Die Georgische Arbeiterpartei (georgisch საქართველოს ლეიბორისტული პარტია, Sakartvelos Leiboristuli Partia; auch Schromis) ist eine linke, sozialistische Partei in Georgien. Sie wurde 1995 gegründet. Gründer und  Vorsitzender ist Schalwa Natelaschwili.

## Inhaltliches Profil
Die Arbeiterpartei vertritt eine sozialistische Haltung, befürwortet eine kostenlose Gesundheitsversorgung, kostenfreie Bildungseinrichtungen und kostenlose soziale Dienste. Sie wendet sich gegen die Privatisierung strategisch wichtiger Unternehmen, die sich in georgischem Staatseigentum befinden. Illegal privatisierte Unternehmen sollen verstaatlicht, kleine und mittlere Unternehmen gefördert werden; zudem wendet sie sich gegen das militärische Engagement Georgiens im Irak.
Die Arbeiterpartei hatte 1999 rund 90.000 Mitglieder, von denen etwa 15.000 aktiv waren. Sie zieht vor allem ältere Wähler an. Im Stadtrat von Tiflis besetzte einen der 37 Sitze. Bei den Parlamentswahlen 1999 scheiterte sie mit 6,82 % der Stimmen an der Sieben-Prozent-Hürde. Auch bei der Wahl am 28. März 2004 verbuchte sie nur 3,89 % Wählerstimmen, kann sich im Georgischen Parlament nur auf vier Abgeordnete stützen, die Direktmandate errangen. Bei den Lokalwahlen im Oktober 2006 erzielte sie durchschnittlich 6,42 % der Stimmen.

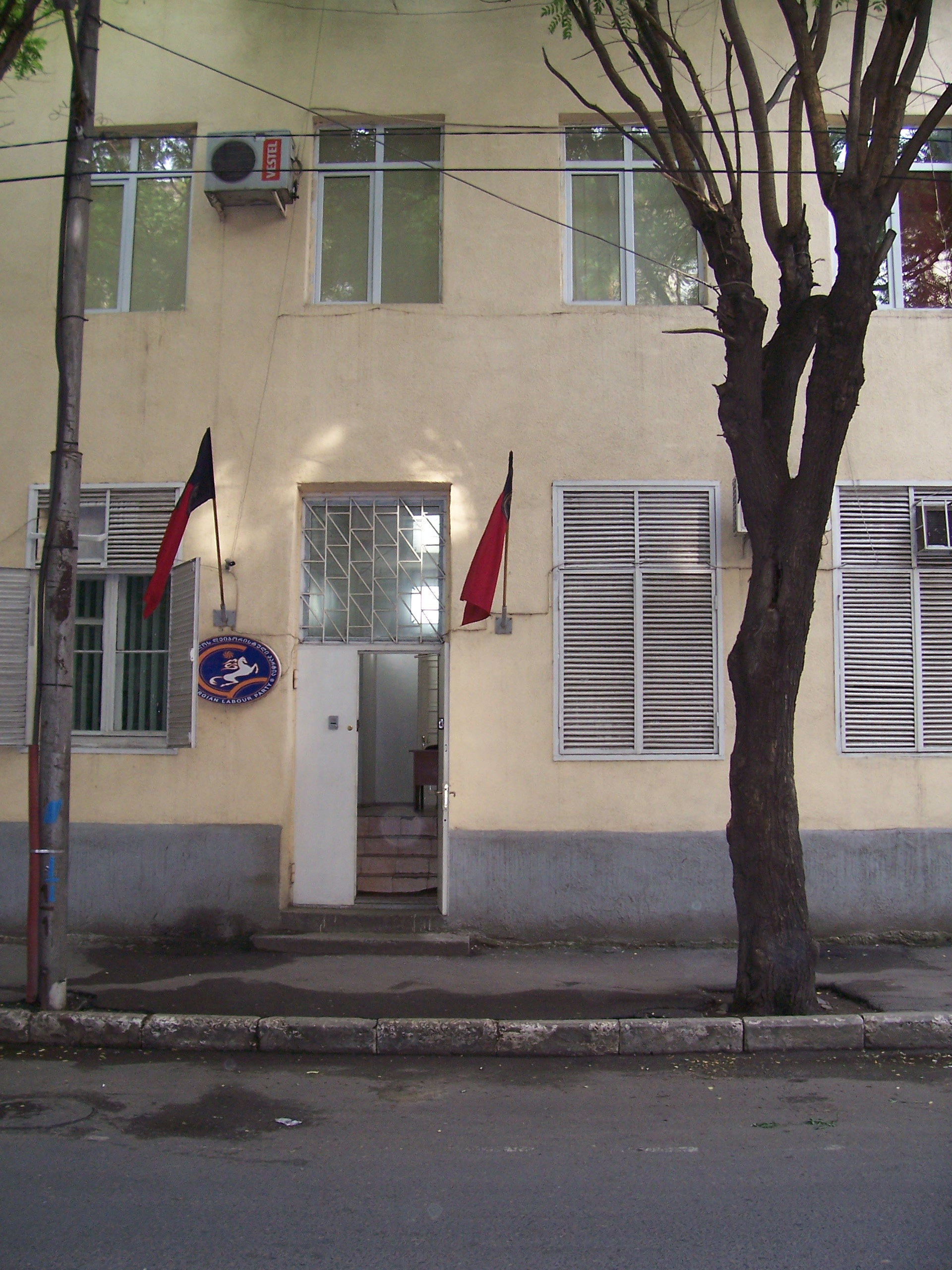
Die Zentrale der Georgischen Arbeiterpartei in Tiflis

## Geschichte
Während der Rosenrevolution im November 2003 stellten sich die Partei und ihr Vorsitzender gegen den Aufstand. 2004 verschärfte Natelaschwili den fundamentaloppositionellen Kurs mit antisemitischen Klischees und rief die Bevölkerung zum zivilen Ungehorsam gegen die Regierung auf. Er warnte vor einer angeblichen Bedrohung Georgiens durch „amerikanische, jüdische und armenische Lobbys“, die dem Land „Kultur, Religion, Glaube und Erziehung nehmen“ wollten. Viele Parteimitglieder verließen daraufhin die Partei.
In der Bevölkerung sank das Ansehen der Partei zu dieser Zeit auf einen Tiefpunkt. Seit 2006 gibt es Anzeichen, dass sie parallel zum schwindenden Ansehen der Regierung wieder an Zustimmung gewinnt. Bei der Sonntagsfrage lag sie im Februar 2006 mit 17,5 % vor der Regierungspartei Vereinte Nationale Bewegung mit 16,6 %.
Im März 2005 schloss sich die Demokratische Volksunion um Nestan Kirtadse der Arbeiterpartei an. Zu den Parlamentsnachwahlen am 1. Oktober 2005 hat sich die Arbeiterpartei mit der Freiheitsbewegung, der Konservativen Partei und den Parteien der Rechten Opposition zu einem Wahlbündnis zusammengeschlossen.
Im Jahr 2007 vereinbarte die Georgische Arbeiterpartei mit der deutschen Satirepartei Die PARTEI ein Bündnis zur gegenseitigen Unterstützung.
Jugendorganisation ist die 1997 gegründete Jugendfraktion der Georgischen Arbeiterpartei, die 1999 etwa 25.000 Mitglieder hatte. Die Parteizeitung Leiboristi erscheint gelegentlich.
Als am 25. Juni 2010 das Stalindenkmal in Gori entfernt wurde, behauptete Parteisprecher Kasha Dsagania, dies sei unerhörter Vandalismus.